# Григор'єв Кузьма Миколайович
Кузьма Миколайович Григор'єв (нар. 8 жовтня 1897, село Нове Кузьомкіно Санкт-Петербурзької губернії, тепер Кінгісеппського району Ленінградської області, Російська Федерація — 1939, тепер Російська Федерація) — радянський партійний діяч, один із організаторів колективізації в УСРР, завідувач відділу агітації та масових кампаній ЦК КП(б)У, секретар Дніпропетровського обкому КП(б)У, 1-й заступник народного комісара земельних справ УСРР, член ВУЦВК. Член Центральної контрольної комісії КП(б)У в листопаді 1927 — червні 1930 року. Кандидат у члени ЦК КП(б)У в січні 1934 — травні 1937 року.

## Біографія
Народився в селянській родині. У 1917 році закінчив Петроградське землемірне училище.
Служив у Червоній армії, воював проти військ генерала Юденича, учасник Громадянської війни в Росії.
Член РКП(б) з 1919 року.
У 1920 році був важко поранений і демобілізоаваний з рядів Червоної армії.
У 1920—1922 роках працював на радянській і партійній роботі в місті Ямбурзі (тепер Кінгісепп) Петроградської губернії. Наприкінці 1922 року відправлений в Українську СРР.
З 1922 по 1927 рік — на партійній роботі в місті Тульчині Подільської губернії та у місті Вінниці. До серпня 1925 року — завідувач організаційно-ініструкторського відділу Подільського губернського комітету КП(б)У.
З 1927 по 1930 рік — заступник завідувача агітаційно-масового відділу ЦК КП(б)У в Харкові.
Потім працював на керівній роботі в Колгоспцентрі СРСР у Москві, був головним редактором журналу «Коллективист».
У жовтні 1932 — 1933 року — завідувач відділу агітації та масових кампаній ЦК КП(б)У в Харкові.
У 1933 — квітні 1934 року — 3-й секретар Дніпропетровського обласного комітету КП(б)У, займався питаннями сільського господарства області.
10 квітня 1934 — 11 лютого 1935 року — 1-й заступник народного комісара земельних справ Української СРР.
1937 року заарештований органами НКВС. У серпні 1937 року засуджений до відбування покарання у виправно-трудових таборах. Загинув у 1939 році.
1956 року посмертно реабілітований.

## Основні праці
- Кооперація і перевибори сільрад (1928)
- Як організувати товариство по спільному обробітку землі (1929)
- Колективізація бідняцьких господарств (1929)
- За масову колективізацію (1929)
- Організаційно-господарське зміцнення колгоспів — центральне завдання (1932)
- Соціалістична реконструкція сільського господарства (1932)